# Giovanni Battista Altieri
Giovanni Battista Altieri, även Giambattista Altieri, född 3 augusti 1673 i Rom, död 12 mars 1740 i Rom, var en italiensk kardinal och ärkebiskop. Han var camerlengo från 1732 till 1733.

## Biografi
Giovanni Battista Altieri var son till Gaspare Paluzzi Altieri och Laura Altieri. Han studerade vid La Sapienza i Rom, där han blev iuris utriusque doktor, och var för en tid refendarieråd vid Apostoliska signaturan.
Altieri utnämndes den 12 juni 1724 till titulärärkebiskop av Tyrus. Han vigdes till subdiakon den 24 juni och diakon den 30 juni. Han prästvigdes den 12 juli 1724 och biskopsvigdes fyra dagar senare av påve Benedikt XIII i Cappella Paolina i Palazzo del Quirinale. Påven assisterades vid detta tillfälle av ärkebiskop Giovanni Francesco Nicolai och ärkebiskop (sedermera kardinal) Niccolò Maria Lercari. Tillsammans med Altieri biskopsvigdes Prospero Lorenzo Lambertini, sedermera påve Benedikt XIV.
I september 1724 upphöjde påve Benedikt XIII Altieri till kardinalpräst med San Matteo in Merulana som titelkyrka. År 1739 blev han kardinalbiskop av Palestrina.
Kardinal Altieri avled i Rom år 1740 och är begravd i Cappella Altieri i basilikan Santa Maria sopra Minerva.

## Bilder

Kardinal Giovanni Battista Altieris titelkyrka
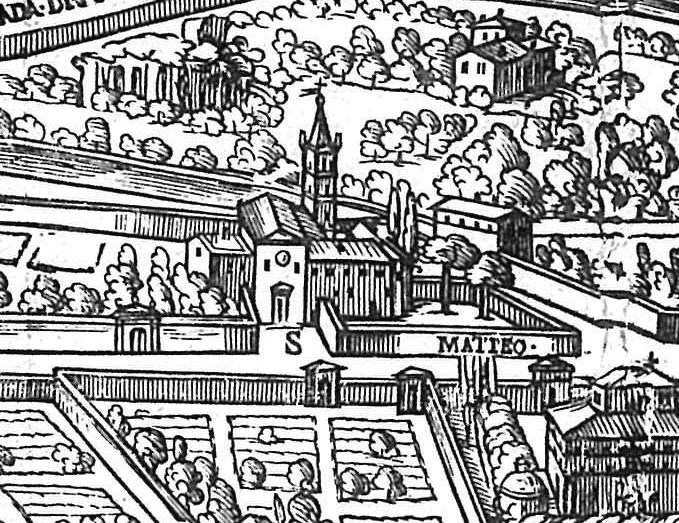
San Matteo in Merulana.